# Ahenobarbus
Ahenobarbus (Aussprache: [aʰeːnɔˈbarbʊs], lateinisch „bronzener Bart“ oder „Rotbart“) ist ein Cognomen der römischen gens Domitia, einer plebejischen Familie, die seit dem 4. Jahrhundert v. Chr. bezeugt ist. Der Name verkürzte sich im Laufe der Zeit zu Aenobarbus, bis die ältere Form in der Kaiserzeit wieder üblich wurde. Zur Familie gehörte bis zu seiner Adoption auch der spätere Kaiser Nero. Die Familie wurde wahrscheinlich 29 v. Chr. von Octavian zu Patriziern erhoben.
Der Name leitet sich wahrscheinlich vom rötlichen Haar und Bart der Familie ab. Der Legende nach erwarb die Familie diese, als die Dioskuren 496 v. Chr. einem Mitglied der Familie den Sieg der Römer über die Latiner am Regillus lacus verkündeten und zur Bestätigung ihrer Aussage seinen schwarzen Bart berührten, welcher sich rot färbte.

## Bedeutende Namensträger
- Gnaeus Domitius Ahenobarbus (Konsul 192 v. Chr.), römischer Politiker
- Gnaeus Domitius Ahenobarbus (Konsul 162 v. Chr.), römischer Politiker
- Gnaeus Domitius Ahenobarbus (Konsul 122 v. Chr.) († um 104 v. Chr.), römischer Politiker, Censor 115 v. Chr.
- Gnaeus Domitius Ahenobarbus (Konsul 96 v. Chr.) († um 89 v. Chr.), römischer Politiker, Censor 92 v. Chr.
- Gnaeus Domitius Ahenobarbus (1. Jahrhundert v. Chr.) († 81 v. Chr.), römischer Politiker und Heerführer
- Gnaeus Domitius Ahenobarbus (Prätor 54 v. Chr.), römischer Politiker
- Gnaeus Domitius Ahenobarbus (Konsul 32 v. Chr.) († 31 v. Chr.), römischer Politiker und Heerführer
- Gnaeus Domitius Ahenobarbus (Konsul 32) († 40 n. Chr.), römischer Politiker, Sohn von Lucius Domitius Ahenobarbus und Antonia Maior, verheiratet mit Agrippina der Jüngeren, Vater von Kaiser Nero

- Lucius Domitius Ahenobarbus (Konsul 94 v. Chr.) († 82 v. Chr.), römischer Politiker
- Lucius Domitius Ahenobarbus (Prätor 80 v. Chr.) († 79 v. Chr.), Proconsul 79 v. Chr.
- Lucius Domitius Ahenobarbus (Konsul 54 v. Chr.) (98 v. Chr.–48 v. Chr.), römischer Politiker
- Lucius Domitius Ahenobarbus (Konsul 16 v. Chr.) († 25), römischer Politiker, verheiratet mit Antonia Maior, Tochter des Marcus Antonius, Vater von Gnaeus Domitius Ahenobarbus, Großvater Neros
- Lucius Domitius Ahenobarbus, Geburtsname von Nero (37–68), römischer Kaiser